# Милош Врањанин
Милош Врањанин (Београд, 11. јуна 1996) српски је фудбалер.

## Каријера
У млађим узрастима, Врањанин је наступао за Вождовац, Обилић, Рад и Бродарац. Из омладинског тима Бродарца, почетком 2015. године, прешао је у крушевачки Напредак. Ту је до краја такмичарске 2014/15. наступао за селекцију до 19 година старости, док је такође био лиценциран и за такмичење у Суперлиги Србије. По истеку те сезоне, Врањанин је постао члан Радничког из Обреновца, те је као бонус играч у Српској лиги Београда у сезони 2015/16. одиграо 16 утакмица и постигао 5 погодака. Он је затим потписао за Вождовац, али се убрзо након тога вратио на позајмицу у бивши клуб. На 9 утакмица током јесењег дела такмичарске 2016/17. стрелац је био једном, у 11. колу, када је противник био ИМТ. Стипендијски уговор који је имао са Вождовцем раскинуо је крајем исте календарске године, те је у својству слободног играча напустио клуб. Почетком 2017. приступио је Телеоптику. После освајања првог места на табели Српске лиге Београд, остао је и у саставу за сезону 2017/18. у Првој лиги Србије. Лета 2018. године потписао је за Металац из Горњег Милановца. Члан тог клуба био је у наредне две и по године и у међувремену посао капитен екипе са којом је остварио пласман у Суперлигу Србије. Крајем календарске 2020. потписао је уговор са летонским фудбалским клубом Ригом.

## Статистика

### Клупска
Ажурирано 19. децембра 2020.
|                                |          |     |    |   |   |   |   |   |   |     |    |  |  |  |
| Напредак Крушевац              | 2014/15. | 0   | 0  | — | — | — | — | — | — | 0   | 0  |  |  |  |
|                                |          |     |    |   |   |   |   |   |   |     |    |  |  |  |
| Раднички Обреновац             | 2015/16. | 16  | 5  | — | — | — | — | — | — | 16  | 5  |  |  |  |
| Раднички Обреновац (позајмица) | 2016/17. | 9   | 1  | — | — | — | — | — | — | 9   | 1  |  |  |  |
| Раднички Обреновац (позајмица) | Укупно   | 25  | 6  | — | — | — | — | — | — | 25  | 6  |  |  |  |
|                                |          |     |    |   |   |   |   |   |   |     |    |  |  |  |
| Вождовац                       | 2015/16. | 0   | 0  | — | — | — | — | — | — | 0   | 0  |  |  |  |
|                                |          |     |    |   |   |   |   |   |   |     |    |  |  |  |
| Телеоптик                      | 2016/17. | 13  | 0  | — | — | — | — | — | — | 13  | 0  |  |  |  |
| Телеоптик                      | 2017/18. | 28  | 1  | — | — | — | — | — | — | 28  | 1  |  |  |  |
| Телеоптик                      | Укупно   | 41  | 1  | — | — | — | — | — | — | 41  | 1  |  |  |  |
|                                |          |     |    |   |   |   |   |   |   |     |    |  |  |  |
| Металац Горњи Милановац        | 2018/19. | 26  | 4  | 0 | 0 | — | — | — | — | 26  | 4  |  |  |  |
| Металац Горњи Милановац        | 2019/20. | 22  | 2  | 1 | 0 | — | — | — | — | 23  | 2  |  |  |  |
| Металац Горњи Милановац        | 2020/21. | 15  | 1  | 1 | 0 | — | — | — | — | 16  | 1  |  |  |  |
| Металац Горњи Милановац        | Укупно   | 63  | 7  | 2 | 0 | — | — | — | — | 65  | 7  |  |  |  |
|                                |          |     |    |   |   |   |   |   |   |     |    |  |  |  |
| Рига                           | 2021.    | 0   | 0  | 0 | 0 | — | — | — | — | 0   | 0  |  |  |  |
|                                |          |     |    |   |   |   |   |   |   |     |    |  |  |  |
| Каријера                       | Каријера | 129 | 14 | 2 | 0 | — | — | — | — | 131 | 14 |  |  |  |
|                                |          |     |    |   |   |   |   |   |   |     |    |  |  |  |

## Трофеји и награде
Телеоптик
- Српска лига Београд : 2016/17.[13]